# Michael Chang
Michael Te-pei Chang, 張德培; Pinyin: Zhāng Dépéi (* 22. Februar 1972 in Hoboken, New Jersey), ist ein ehemaliger US-amerikanischer Tennisspieler.

## Karriere

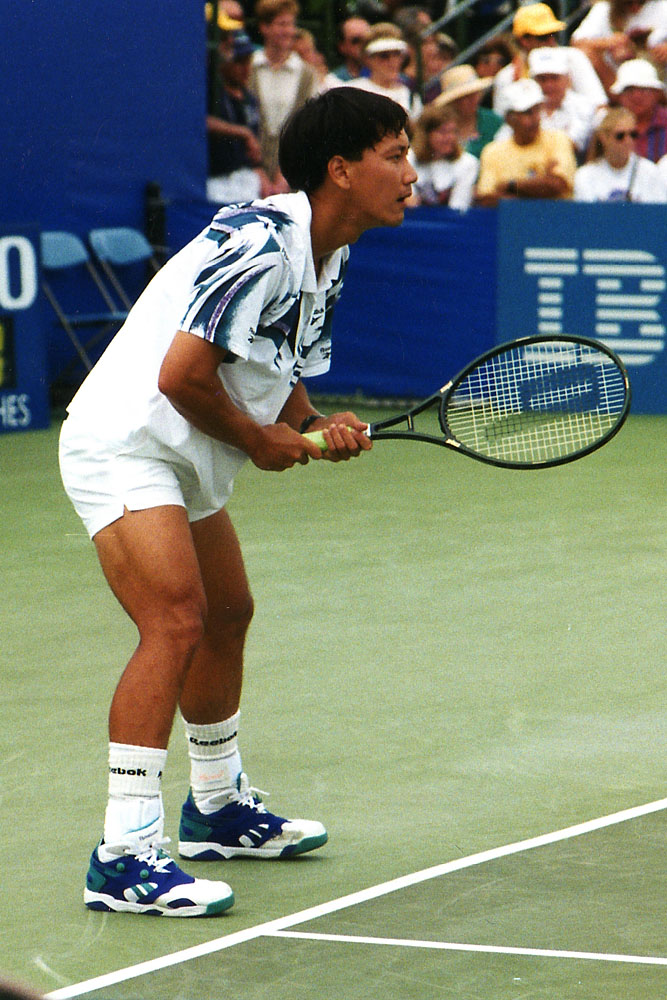
1994 in Cincinnati

Michael Chang ist das Kind taiwanischer Einwanderer. Mit 12 Jahren gewann er sein erstes Turnier, die USTA Junior Hard Court singles. 1986 und 1987 trat er beim Juniorenwettbewerb der US Open an, schied aber beide Mal in der zweiten Runde aus; 1987 gegen Pete Sampras. Ab 1987 spielte er außerdem bei international besetzten Turnieren. Als er im August sein Erstrundenmatch bei den US Open gegen Paul McNamee gewinnen konnte, war er mit 15 Jahren der jüngste Spieler, der ein Match bei einem Grand-Slam-Turnier gewann, seit die Open Era begonnen hatte; in der zweiten Runde musste er sich Nduka Odizor geschlagen geben. Er erreichte im Oktober 1987 in Scottsdale das Halbfinale eines World-Tour-Turniers, das er gegen Brad Gilbert verlor, und wenige Tage später folgte in Las Vegas der erste Titel bei einem Challenger-Turnier. 1988 verließ er die Highschool und wurde Profi. Nach einer Drittrundenniederlage bei den French Open gehörte er zum ersten Mal zu den 100 besten Tennisspielern weltweit. Bei den US Open 1988 hatte er eine Achtelfinalniederlage gegen Andre Agassi. In San Francisco gelang ihm sein erster Titelgewinn auf der World Tour, als er Johan Kriek bezwang. 
Im darauf folgenden Jahr wurde er noch 16-jährig erstmals im Davis-Cup-Team der USA eingesetzt und besiegte bei der Begegnung gegen Paraguay sowohl Víctor Pecci als auch Hugo Chapacú. Nach zwei Halbfinalniederlagen in Memphis und Forest Hills wurde er im Alter von 17 Jahren bei den French Open 1989 zum bisher jüngsten Gewinner eines Grand-Slam-Turniers. Im Endspiel besiegte er den Schweden Stefan Edberg mit 6:1, 3:6, 4:6, 6:4, 6:2. Im Achtelfinale hatte er zuvor, von Krämpfen geplagt und am Rande einer Aufgabe, in einem legendären Match in 4:43 Stunden den Weltranglistenersten Ivan Lendl mit 4:6, 4:6, 6:3, 6:3, 6:3 bezwungen. Der Tscheche verzweifelte unter anderem an Changs teilweise unorthodoxer Spielweise, zum Beispiel überraschte ihn ein von unten gespielter Aufschlag („Underhand serve“) des Amerikaners. Damit machte er den ersten Sprung in die Top 10 der Weltrangliste. Seinen nächsten Turnierauftritt hatte er zwei Wochen später in Wimbledon, wo er im Achtelfinale an seinem Landsmann Tim Mayotte scheiterte, genau wie zwei Monate später im Achtelfinale der US Open. In Wembley holte er sich mit einem Sieg über Guy Forget den zweiten Titel dieser Saison und den dritten Titel als Minderjähriger.
Nach Siegen über Andre Agassi und Pete Sampras kam Chang 1990 in das erste Finale der Masters Series seiner Karriere. Er gewann gegen Jay Berger den Titel der Kanada Masters. 1991 und 1992 erreichte er jeweils das Finale des Grand Slam Cups, musste sich jedoch seinen Finalgegnern David Wheaton und Michael Stich geschlagen geben. Zwischen 1992 und 1994 holte er sich 14 Titel auf der World Tour und stand in sieben weiteren Finalrunden. Außerdem hatte er 1994 sein bestes Ergebnis in Wimbledon seiner Karriere, als er im Viertelfinale von Pete Sampras besiegt wurde.
1995 erreichte Chang zum zweiten Mal das Finale der French Open, gegen Thomas Muster war er jedoch chancenlos. In Asien sicherte er sich zwei weitere Titel in Tokio und Peking, wo er das dritte Jahr in Folge Titelträger wurde. Im gleichen Jahr unterlag er Boris Becker im Finale der ATP-Weltmeisterschaft in Frankfurt ebenfalls glatt in drei Sätzen. 1996 stand er gleich bei zwei Grand-Slam-Turnieren im Endspiel, bei den Australian Open verlor er erneut gegen Becker und bei den US Open unterlag er Pete Sampras, was seine vierte Niederlage gegen Sampras in diesem Jahr war. 1997 stand er insgesamt in fünf Finalrunden, die er allesamt für sich eintscheiden konnte. Von 1998 bis 2000 stand er in sechs Finalpartien und holte sich davon die Hälfte der Titel. 
2001 überstand er nur bei wenigen Turnieren die zweite Runde. Ausnahmen waren ein Halbfinaleinzug in Washington, wo er Andy Roddick unterlag, und Tokio mit einer Achtelfinalniederlage gegen Takao Suzuki. Auch 2002 war nicht viel erfolgreicher. Er holte sich gegen Cecil Mamiit einen Challengertitel in Calabasas. Am 26. August 2003 bestritt er sein letztes Profimatch, als er bei den US Open in der ersten Runde gegen Fernando González ausschied.
Chang gewann letztlich kein zweites Grand-Slam-Turnier, hielt sich aber mehrere Jahre in den Top 10 der Weltrangliste und feierte insgesamt 34 Turniersiege. Mit über 19 Mio. Dollar erspieltem Preisgeld war er einer der erfolgreichsten Tennisspieler seiner Zeit. Seine höchste Ranglistenposition erreichte er 1996 mit Rang 2. 
Zwischen 1989 und 1997 bestritt Chang insgesamt sechs Begegnungen für die US-amerikanische Davis-Cup-Mannschaft. Er kam dabei ausschließlich im Einzel zum Einsatz, von zwölf Partien konnte er acht gewinnen. 1990 gewann er mit seinen Teamkollegen den Davis Cup, sie besiegten im Finale Australien mit 3:2.
Michael Chang wurde 2008 in die International Tennis Hall of Fame aufgenommen.
Seit Beginn des Jahres 2014 betreut er den japanischen Tennisprofi Kei Nishikori. Dieser erreichte 2014 bei den US Open erstmals das Finale eines Grand-Slam-Turniers.

## Privates
Am 18. Oktober 2008 heiratete Michael Chang die ehemalige Tennisspielerin Amber Liu. Das Paar hat drei Kinder, darunter zwei Töchter (* 2011, * 2013).

## Erfolge
| Legende (Anzahl der Siege)                        |
| Grand Slam (1)                                    |
| Grand Slam Cup Tennis Masters Cup (0)             |
| ATP Masters Series (7)                            |
| Championship Series International Series Gold (5) |
| World Series International Series (21)            |
| ATP Challenger Tour (2)                           |

| Titel nach Belag |
| Hartplatz (21)   |
| Sand (4)         |
| Rasen (0)        |
| Teppich (9)      |

### Einzel

#### Turniersiege

##### ATP Tour
| Nr. | Datum              | Turnier              | Belag         | Finalgegner         | Ergebnis                |
| --- | ------------------ | -------------------- | ------------- | ------------------- | ----------------------- |
| 1.  | 26. September 1988 | San Francisco        | Teppich (i)   | Johan Kriek         | 6:2, 6:3                |
| 2.  | 29. Mai 1989       | French Open          | Sand          | Stefan Edberg       | 6:1, 3:6, 4:6, 6:4, 6:2 |
| 3.  | 7. November 1989   | Wembley              | Teppich (i)   | Guy Forget          | 6:2, 6:1, 6:1           |
| 4.  | 23. Juli 1990      | Kanada Masters       | Hartplatz     | Jay Berger          | 4:6, 6:3, 7:62          |
| 5.  | 4. November 1991   | Birmingham           | Teppich (i)   | Guillaume Raoux     | 6:3, 6:2                |
| 6.  | 3. Februar 1992    | San Francisco        | Hartplatz (i) | Jim Courier         | 6:3, 6:3                |
| 7.  | 2. März 1992       | Indian Wells Masters | Hartplatz     | Andrei Tschesnokow  | 6:3, 6:4, 7:5           |
| 8.  | 13. März 1992      | Miami Masters        | Hartplatz     | Alberto Mancini     | 7:5, 7:5                |
| 9.  | 11. Januar 1993    | Jakarta              | Hartplatz     | Carl-Uwe Steeb      | 2:6, 6:2, 6:1           |
| 10. | 29. März 1993      | Osaka                | Hartplatz     | Amos Mansdorf       | 6:4, 6:4                |
| 11. | 9. August 1993     | Cincinnati Masters   | Hartplatz     | Stefan Edberg       | 7:5, 0:6, 6:4           |
| 12. | 27. September 1993 | Kuala Lumpur         | Hartplatz (i) | Jonas Svensson      | 6:0, 6:4                |
| 13. | 18. Oktober 1993   | Peking               | Teppich (i)   | Greg Rusedski       | 7:65, 6:76, 6:4         |
| 14. | 10. Januar 1994    | Jakarta              | Hartplatz     | David Rikl          | 6:3, 6:3                |
| 15. | 14. Februar 1994   | Philadelphia         | Teppich (i)   | Paul Haarhuis       | 6:3, 6:2                |
| 16. | 11. April 1994     | Hongkong             | Hartplatz     | Patrick Rafter      | 6:1, 6:3                |
| 17. | 25. April 1994     | Atlanta              | Sand          | Todd Martin         | 6:74, 7:64, 6:0         |
| 18. | 8. August 1994     | Cincinnati Masters   | Hartplatz     | Stefan Edberg       | 6:2, 7:5                |
| 19. | 17. Oktober 1994   | Peking               | Teppich (i)   | Anders Järryd       | 7:5, 7:5                |
| 20. | 17. April 1995     | Hongkong             | Hartplatz     | Jonas Björkman      | 6:3, 6:1                |
| 21. | 1. Mai 1995        | Atlanta              | Sand          | Andre Agassi        | 6:2, 6:76, 6:4          |
| 22. | 9. Oktober 1995    | Tokio                | Teppich (i)   | Mark Philippoussis  | 6:3, 6:4                |
| 23. | 16. Oktober 1995   | Peking               | Teppich (i)   | Renzo Furlan        | 7:5, 6:3                |
| 24. | 11. März 1996      | Indian Wells Masters | Hartplatz     | Paul Haarhuis       | 7:5, 6:1, 6:1           |
| 25. | 15. Juli 1996      | Washington           | Hartplatz     | Wayne Ferreira      | 6:2, 6:4                |
| 26. | 29. Juli 1996      | Los Angeles          | Hartplatz     | Richard Krajicek    | 6:4, 6:3                |
| 27. | 17. Februar 1997   | Memphis              | Hartplatz (i) | Todd Woodbridge     | 6:3, 6:4                |
| 28. | 10. März 1997      | Indian Wells Masters | Hartplatz     | Bohdan Ulihrach     | 4:6, 6:3, 6:4, 6:3      |
| 29. | 7. April 1997      | Hongkong             | Hartplatz     | Patrick Rafter      | 6:3, 6:3                |
| 30. | 21. April 1997     | Orlando              | Sand          | Grant Stafford      | 4:6, 6:2, 6:1           |
| 31. | 14. Juli 1997      | Washington           | Hartplatz     | Petr Korda          | 5:7, 6:2, 6:1           |
| 32. | 24. August 1998    | Boston               | Hartplatz     | Paul Haarhuis       | 6:3, 6:4                |
| 33. | 5. Oktober 1998    | Shanghai             | Teppich (i)   | Goran Ivanišević    | 4:6, 6:1, 6:2           |
| 34. | 24. Juli 2000      | Los Angeles          | Hartplatz     | Jan-Michael Gambill | 6:72, 6:3 Aufgabe       |

##### Challenger Tour
| Nr. | Datum            | Turnier   | Belag     | Finalgegner  | Ergebnis      |
| --- | ---------------- | --------- | --------- | ------------ | ------------- |
| 1.  | 12. Oktober 1987 | Las Vegas | Hartplatz | Jon Levine   | 6:3, 4:6, 6:2 |
| 2.  | 8. April 2002    | Calabasas | Hartplatz | Cecil Mamiit | 6:3, 7:5      |

#### Finalteilnahmen
| Nr. | Datum              | Turnier                      | Belag         | Finalgegner        | Ergebnis           |
| --- | ------------------ | ---------------------------- | ------------- | ------------------ | ------------------ |
| 1.  | 18. September 1989 | Los Angeles (1)              | Hartplatz     | Aaron Krickstein   | 6:2, 4:6, 2:6      |
| 2.  | 30. Juli 1990      | Los Angeles (2)              | Hartplatz     | Stefan Edberg      | 6:7, 6:2, 6:7      |
| 3.  | 5. November 1990   | Wembley                      | Teppich (i)   | Jakob Hlasek       | 6:7, 3:6           |
| 4.  | 9. Dezember 1991   | Grand Slam Cup (1)           | Teppich (i)   | David Wheaton      | 6:7, 3:6           |
| 5.  | 13. April 1992     | Hongkong (1)                 | Hartplatz     | Jim Courier        | 5:7, 3:6           |
| 6.  | 7. Dezember 1992   | Grand Slam Cup (2)           | Teppich (i)   | Michael Stich      | 2:6, 3:6, 2:6      |
| 7.  | 2. August 1993     | Los Angeles (3)              | Hartplatz     | Richard Krajicek   | 6:0, 6:73, 6:75    |
| 8.  | 23. August 1993    | Long Island                  | Hartplatz     | Marc Rosset        | 4:6, 6:3, 1:6      |
| 9.  | 31. Januar 1994    | San José (1)                 | Hartplatz (i) | Renzo Furlan       | 6:3, 3:6, 5:7      |
| 10. | 4. April 1994      | Tokio                        | Hartplatz     | Pete Sampras       | 4:6, 2:6           |
| 11. | 10. Oktober 1994   | Tokio Indoor                 | Teppich (i)   | Goran Ivanišević   | 4:6, 4:6           |
| 12. | 6. Februar 1995    | San José (2)                 | Hartplatz (i) | Andre Agassi       | 2:6, 6:1, 3:6      |
| 13. | 20. Februar 1995   | Philadelphia                 | Teppich (i)   | Thomas Enqvist     | 6:0, 4:6, 0:6      |
| 14. | 20. Mai 1995       | French Open                  | Sand          | Thomas Muster      | 5:7, 2:6, 4:6      |
| 15. | 7. August 1995     | Cincinnati (1)               | Hartplatz     | Andre Agassi       | 5:7, 2:6           |
| 16. | 13. November 1995  | ATP Tour World Championships | Teppich (i)   | Boris Becker       | 6:73, 0:6, 6:75    |
| 17. | 15. Januar 1996    | Australian Open              | Hartplatz     | Boris Becker       | 2:6, 4:6, 6:2, 2:6 |
| 18. | 8. April 1996      | Hongkong (2)                 | Hartplatz     | Pete Sampras       | 4:6, 6:3, 4:6      |
| 19. | 5. August 1996     | Cincinnati (2)               | Hartplatz     | Andre Agassi       | 6:74, 4:6          |
| 20. | 26. August 1996    | US Open                      | Hartplatz     | Pete Sampras       | 1:6, 4:6, 6:73     |
| 21. | 30. September 1996 | Singapur                     | Teppich (i)   | Jonathan Stark     | 4:6, 4:6           |
| 22. | 16. Februar 1998   | Memphis                      | Hartplatz (i) | Mark Philippoussis | 3:6, 2:6           |
| 23. | 20. April 1998     | Orlando                      | Sand          | Jim Courier        | 5:7, 6:3, 5:7      |
| 24. | 10. Januar 2000    | Auckland                     | Hartplatz     | Magnus Norman      | 6:3, 3:6, 5:7      |

## Abschneiden bei Grand-Slam-Turnieren

### Einzel
| Turnier         | 1987 | 1988 | 1989 | 1990 | 1991 | 1992 | 1993 | 1994 | 1995 | 1996 | 1997 | 1998 | 1999 | 2000 | 2001 | 2002 | 2003 | Karriere |
| --------------- | ---- | ---- | ---- | ---- | ---- | ---- | ---- | ---- | ---- | ---- | ---- | ---- | ---- | ---- | ---- | ---- | ---- | -------- |
| Australian Open | —    | —    | —    | —    | —    | 3    | 2    | —    | HF   | F    | HF   | 2    | 2    | 1    | 1    | 1    | —    | F        |
| French Open     | —    | 3    | S    | VF   | VF   | 3    | 2    | 3    | F    | 3    | AF   | 3    | 1    | 3    | 2    | 1    | 1    | S        |
| Wimbledon       | —    | 2    | AF   | AF   | 1    | 1    | 3    | VF   | 2    | 1    | 1    | 2    | —    | 2    | 2    | 2    | —    | VF       |
| US Open         | 2    | AF   | AF   | 3    | AF   | HF   | VF   | AF   | VF   | F    | HF   | 2    | 2    | 2    | 1    | 2    | 1    | F        |

Zeichenerklärung: S = Turniersieg; F, HF, VF, AF = Einzug ins Finale / Halbfinale / Viertelfinale / Achtelfinale; 1, 2, 3 = Ausscheiden in der 1. / 2. / 3. Hauptrunde; Q1, Q2, Q3 = Ausscheiden in der 1. / 2. / 3. Runde der Qualifikation; n. a. = nicht ausgetragen